# Megan

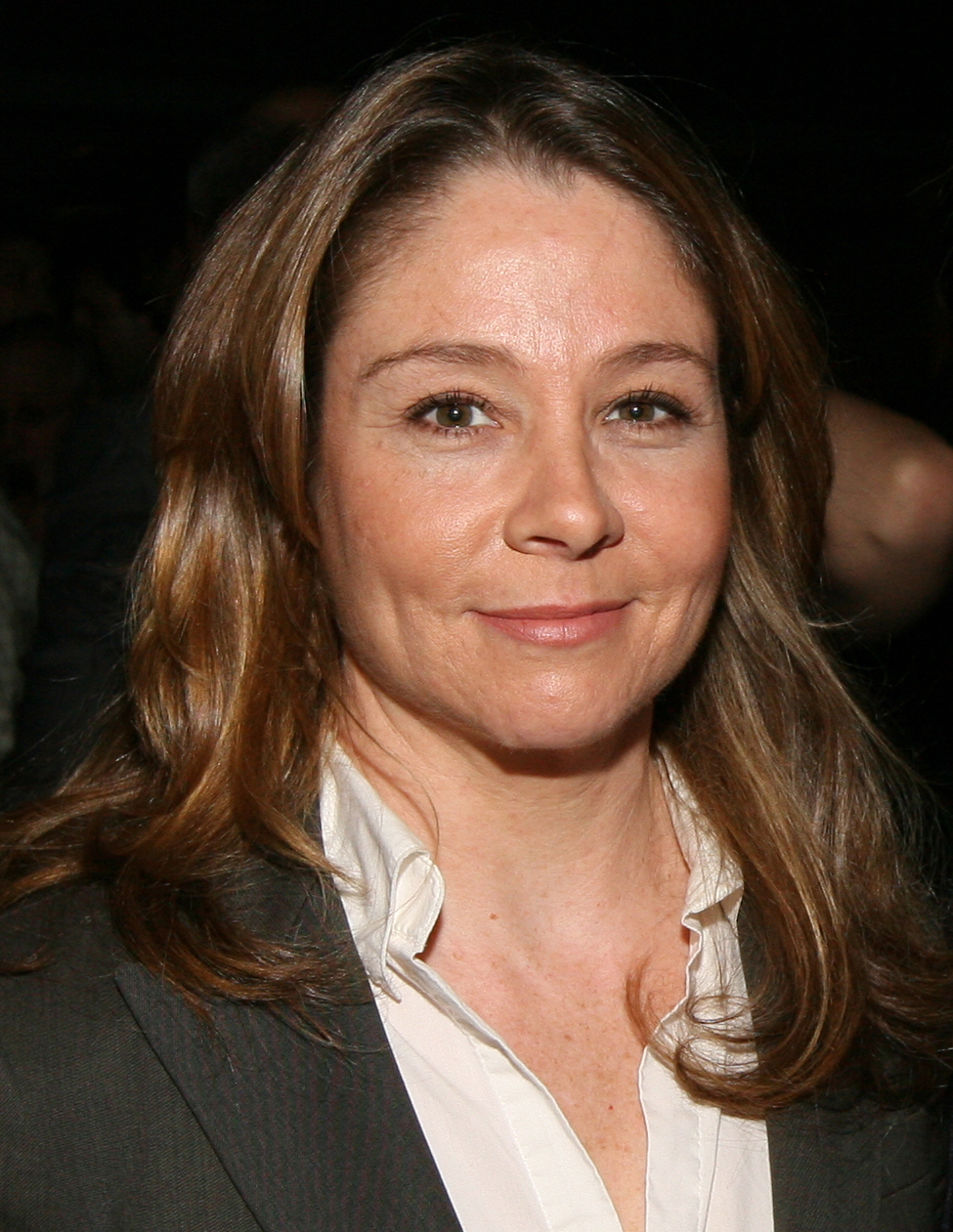
Megan Follows, 2012.

Megan är ett kymriskt kvinnonamn som ursprungligen var ett smeknamn för Margaret (Margareta). Namnet har flera moderna stavningar, bland dem Meghan, Megyn, Meagan och Meaghan, och har i sin tur smeknamnet Meg.
Under 1980- och 1990-talet var Megan bland de 20 mest populära namnen på nyfödda i USA, men det har tappat i popularitet sedan dess.

## Personer med namnet Megan
- Meghan, hertiginna av Sussex, medlem av brittiska kungahuset
- Megan Alatini, sydafrikansk sångerska och skådespelerska
- Meghan Black, kanadensisk skådespelare
- Megan Burns, brittisk skådespelare och musiker
- Megan Follows, kanadensisk skådespelare
- Megan Fox, amerikansk skådespelare och fotomodell
- Megan Leigh, amerikansk porrskådespelerska
- Megan Lindholm, pseudonym för Robin Hobb, amerikansk författare
- Megan Mullally, amerikansk skådespelare
- Meghann Shaughnessy, amerikansk tennisspelare
- Meghan Trainor, amerikansk sångerska och låtskrivare
- Meg White, amerikansk trumslagare

### Fiktiva personer
- Meg Jackson, senare Meg Morris, en av huvudpersonerna i den australiska TV-serien Kvinnofängelset. Hon spelas av Elspeth Ballantyne.
- Meg Griffin, en av huvudkaraktärerna i den tecknade TV-serien Family Guy. Hennes röst görs av Mila Kunis.